# Accident ferroviaire des Ponts-de-Cé
L'accident ferroviaire des Ponts-de-Cé a eu lieu le dimanche 4 août 1907 sur la ligne de Loudun à Angers-Maître-École du réseau de l'État, lorsque le plancher d'un viaduc enjambant la Loire s'est effondré au passage d'un train allant d'Angers à Poitiers, précipitant la locomotive et les premiers wagons du convoi dans le fleuve. Cet accident spectaculaire au lourd bilan (vingt-sept morts) suscita l'émotion et des critiques contre l'État entrepreneur, mais ne donna lieu à aucune poursuite judiciaire.

## Circonstances
Le dimanche 4 août 1907, l'omnibus no 407 à destination de Poitiers, composé d'une locomotive, d'un tender, de deux fourgons et de sept voitures, quitte la gare d'Angers-Saint-Laud à 11 h 25. À la foule dominicale habituelle venant en famille passer une journée de détente sur les bords de la Loire s'est ajoutée ce jour-là celle se rendant à la fête patronale de Juigné-sur-Loire, et le convoi est bondé.

## L'accident
Après la gare d'Angers-Maître-École, où se séparent les voies de l'Ouest, du PO, et de l'État, le train s'est engagé sur la voie unique vers Montreuil-Bellay et s'est arrêté à la halte de La Pyramide, avant d'aborder une succession de trois ponts précédant la station des Ponts-de-Cé, située sur la rive gauche de la Loire. Il passe les deux premiers, l'un sur l'Authion, l'autre sur un petit bras du fleuve, dit de Saint-Aubin, et approche du dernier, enjambant son cours principal, le pont de Maurilliers, un viaduc métallique en treillis à tablier inférieur de 300 mètres de long .
C'est alors que la locomotive quitte les rails, et, roulant sur le plancher de la première travée, en défonce les tôles et s’abîme dans les eaux, profondes de trois à quatre mètres à cet endroit, heurtant dans sa chute la première pile du pont. Elle entraîne derrière elle son tender, le fourgon de tête et une voiture de troisième classe, ancienne et à caisse en bois, bondée de passagers dont la plupart, venant de Trélazé, sont montés à La Pyramide. L'attelage s'étant rompu, le frein à air arrête automatiquement le reste du train, la deuxième voiture demeurant suspendue en partie au dessus du vide.

## Secours et bilan
Le chauffeur du train et quelques voyageurs de la voiture immergée, dont le toit a sauté, ont pu s'extraire des débris pour gagner les rives à la nage ou se hisser sur le dessus du tender, qui émerge des flots. Très vite, des riverains, alertés par le bruit, surviennent avec leurs bateaux pour tenter de récupérer des survivants. Dans les heures qui suivent, deux compagnies du 6e régiment du génie et quatre escadrons de cavalerie sont envoyés d'Angers pour assurer les secours alors que le préfet du Maine-et-Loire, Olivier Bascou, se rend sur place avec le procureur de la République. Entretemps, les lieux ont été envahis par une foule de badauds arrivés en voiture, en tramway électrique, en omnibus, ou à pied.
Averti de l'accident, le ministre des travaux publics, Louis Barthou quitte en fin de journée sa villégiature de Villers-sur-Mer et arrive le lendemain matin par train spécial pour inspecter les lieux et visiter les blessés. Après avoir annoncé un crédit de 3000 francs pour les victimes et la prise en charge des frais d'obsèques par le réseau de l'État, il repart en début d'après midi, s'attirant les sarcasmes de L'Humanité qui qualifie ce passage en coup de vent d'« inutile cérémonie ».
Le courant a emporté des corps : le lendemain, des pêcheurs en récupéreront sept à quatre cents mètres du pont et ce n'est que cinq mois plus tard que les restes de la dernière disparue seront tirés du fleuve. En définitive, le bilan de l'accident s'élèvera à vingt-sept morts et quatorze blessés, dont deux gravement atteints. La ville de Trélazé comptera quinze de ses habitants, essentiellement des ouvriers des ardoisières, parmi les victimes.
La machine ne sera relevée que fin septembre, et hissée sur des chalands pour être évacuée par le fleuve. Provisoirement, dans l'attente du rétablissement de la voie, le service entre Les Ponts-de-Cé et Angers sera assuré par des autobus à vapeur Darracq-Serpollet.

## Suites
Même si l'accident a soulevé l'émotion et fait durant quelques jours les gros titres de la presse, il n'aura que peu de suites juridiques et politiques car ses causes seront jugées non fautives et l'interpellation à laquelle il donne lieu à la Chambre des députés sombrera dans les dédales de la procédure parlementaire. Il contribue cependant à raviver le débat sur l'exploitation publique des chemins de fer à un moment où est envisagé un éventuel rachat de la compagnie de l'Ouest par l'État. Subsidiairement, il offre aussi à la hiérarchie catholique une nouvelle occasion de dénoncer l'altération du caractère sacré du dimanche.

### Des causes non fautives

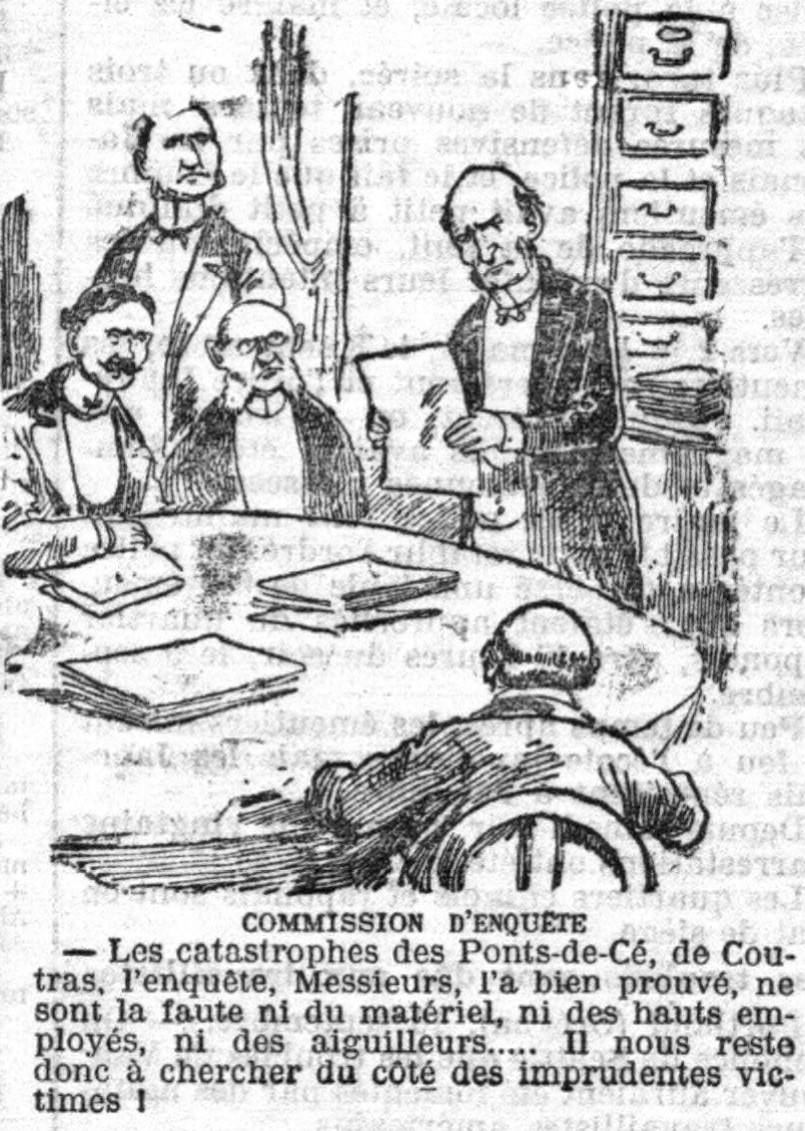
Caricature publiée dans le journal La Croix du 12 septembre 1907.

Si l'événement était survenu sur le réseau d'une compagnie privée, son caractère spectaculaire et le nombre des victimes auraient sans doute provoqué l'ouverture d'une information judiciaire, comme le demande d'ailleurs dès le lendemain, le journal La Presse, incriminant le ministre des travaux publics, « véritable patron de l'entreprise, qui aurait dû veiller à la sécurité des voyageurs qu'il transportait ».
Le procureur de la République d'Angers, présent sur les lieux dès la première heure, a bien mandaté immédiatement trois experts, MM. Résal, Pontzen, spécialistes des ponts métalliques, et Ménard, constructeur de charpentes en fer à Nantes, pour se prononcer sur la solidité de l'ouvrage effondré, mais leurs conclusions, s'ils les ont rendues, ne seront ni publiées, ni suivies d'une instruction pénale. En effet, l'État-exploitant parviendra à s'exonérer de toute faute en s'en tenant aux seules constatations d'un rapport sommaire rendu après une rapide enquête administrative effectuée par Marie-Yves-Henri Crahay de Franchimont, ingénieur en chef du contrôle, inspecteur général des Ponts-et-Chaussées,  et membre du Comité de l'exploitation technique des chemins de fer. Celles-ci attribuent la catastrophe à l'enchaînement de deux événements fortuits : le train a d'abord déraillé juste avant l'entrée du pont, puis, après s'y être engagé hors de la voie, a provoqué la rupture du plancher de sa première travée avant de s’abîmer dans le fleuve.
* Le déraillement
Il a eu lieu vingt cinq mètres avant le pont, à la sortie d'une courbe de faible rayon. D'aucuns se sont avancés à l'imputer à une vitesse excessive, mais cette supputation a été vite démentie, d'abord par tous les témoignages affirmant que le train roulait lentement, puis par les investigations effectuées sur place. Celles-ci ont en effet révélé que la sortie des rails a été provoquée par leur écartement, après qu'un coin de fixation eut sauté, probablement par suite de la dilatation causée par la forte chaleur de ce jour-là.
Cette avarie de la voie aurait pu être attribuée à des carences dans sa construction ou sa surveillance. Ce sera notamment la thèse soutenue dans un courrier publié par le Journal des transports, dont l'auteur fait observer que « dans le Midi de la France, il existe des ponts et des voies ferrées aussi surchauffés qu'à Poitiers; et des accidents de cette nature ne se sont pas encore produits et ne se produiront vraisemblablement pas », et estimait que la dilatation excessive de la voie n'était pas un cas de force majeure mais témoignait d'une faute. Toutefois, pour s'exonérer des critiques, le ministère des travaux publics publiera un communiqué présentant la voie comme « du type le plus robuste employé sur les grandes lignes et pour ainsi dire à l'état neuf », et afin de prouver sa diligence, s'empressera d'adresser à tous les réseaux une circulaire demandant de surveiller la dilatation des voies en période de température élevée. Par la suite, une autre circulaire du 17 décembre 1907 intitulée «Mesures à prendre pour éviter les conséquences d'un déraillement (catastrophe des Ponts-de-Cé)», insistera à nouveau sur «l'obstacle que le mode d'attache des voies peut apporter à la dilatation des rails»
* La rupture du pont
Après avoir quitté les rails, la locomotive est partie sur la droite et a abordé le pont en heurtant son portique d'entrée côté aval, avant de rouler sur les tôles de son platelage métallique, qu'elle a défoncées, sectionnant au passage l'un après l'autre les rivets fixant les poutrelles horizontales aux montants verticaux supportant le tablier. Le plancher a alors cédé sous la charge, basculant dans le vide tout en restant accroché à la cage métallique sur sa partie gauche.
Cette défaillance de l'ouvrage, elle aussi, pourrait faire présumer un défaut dans sa conception et des lacunes dans son entretien, d'autant plus qu'une grave faiblesse structurelle du tablier a déjà été constatée lorsque, le 1er octobre 1893, ses tôles ont été défoncées par les roues d'un train déraillé. Ainsi, plusieurs ingénieurs incrimineront-ils dans la presse la légèreté excessive de la construction et son inadaptation à un trafic devenu toujours plus important.
Pour désamorcer ces critiques, le ministère se bornera à faire valoir qu'un convoi de sens inverse était passé sans encombre trois quarts d'heure plus tôt, et adressera une note aux journaux indiquant que la surveillance de l'ouvrage a été assurée conformément aux prescriptions de la circulaire du 20 août 1891 sur la surveillance des ponts métalliques. En effet, la dernière inspection quinquennale du pont a eu lieu en 1905 et la visite annuelle n'a décelé aucune anomalie.
Il n'y aura donc lieu à aucune action judiciaire, mais l'État indemnisera à l'amiable les victimes en ajoutant au budget annexe de ses chemins de fer un crédit de 185 000 franc à cet effet.

### Une interpellation sans effet à la Chambre
Dès le 7 août, le député Georges Berry a annoncé son intention d'interpeller le gouvernement lors de la rentrée parlementaire sur les responsabilités encourues à raison de la catastrophe. Toutefois, lorsque la discussion, renvoyée de séance en séance, sera fugacement ouverte le 27 novembre 1907, on éludera la question des causes de l'accident, au profit d'une brève évocation du service de remplacement et des modalités possibles de réfection du pont.
Finalement, en décembre, le gouvernement n'étant toujours pas en mesure de préciser son choix quant au type de réfection de l'ouvrage, et faute de crédits, on renoncera à le reconstruire totalement, en optant pour une simple réparation, si bien que le rétablissement de la ligne aura lieu le 1er juillet 1908.

### Reprise de la controverse sur l'État entrepreneur
L'accident a eu lieu dans un contexte de rumeurs de rachat éventuel de la Compagnie de l'Ouest par l'État, et la majorité des journaux, à l'époque de tendance libérale, en tireront généralement un argument supplémentaire contre l'intervention publique dans les activités économiques.
Ainsi, dans L'Intransigeant, Henri Rochefort affirme qu'avec « l'affreuse catastrophe des Ponts-de-Cé », « le gouvernement vient de trancher lui-même la question du rachat des chemins de fer », alors que Le Figaro conclut ironiquement « Gageons que cette preuve nouvelle de l'incapacité de l'Etat à exploiter une industrie n'empêchera pas les amateurs de rachat de réclamer que tous les chemins de fer soient administrés et surveillés comme la ligne de Poitiers à Angers ».
Le journal communiste L'Humanité s'indignera de cette exploitation à des fins politiques d'un accident qu'il semble attribuer à la fatalité, alors que selon lui la logique capitaliste des compagnies privées en provoque d'autres en plus grand nombre.

### Exploitation par la hiérarchie catholique
Pour l'Église catholique, le repos dominical présente un caractère sacré, et, dans le contexte toujours tendu de ses relations avec la République, comme elle l'avait déjà fait en 1891 et 1894 après les accidents ferroviaires de Saint-Mandé et d'Appilly, survenus eux aussi un dimanche, elle stigmatisera à nouveau le dévoiement de ce jour vers des distractions purement profanes. Ainsi, pour Joseph Rumeau, évêque d'Angers, cité par le quotidien catholique L'Univers : « Aucun de nous ne pourra, non plus, manquer d'être frappé d'une coïncidence que j'ose appeler révélatrice et qui donne, à ce coup terrible la portée d'un exemple. C'est un jour de dimanche que s'est produite la catastrophe, le jour le plus saint et le plus violé, le jour que le Seigneur s'est réservé et qui rencontre, surtout dans la classe ouvrière, de si nombreux profanateurs ! Avaient ils tous commencé par remplir le grand devoir du chrétien, ceux-là que guettait une mort si imprévue? On voudrait le penser, on ne peut guère en être convaincu».